# Gordon Schildenfeld
Gordon Schildenfeld (Šibenik, Croacia, 18 de marzo de 1985) es un exfutbolista y 
entrenador de fútbol de Nacionalidad croata como futbolista su último equipo fue el Aris de Limassol chipriota.

## Selección nacional
El 14 de mayo de 2014 fue incluido en la lista preliminar de 30 jugadores que representarán a Croacia en la Copa Mundial de Fútbol de 2014 en Brasil, siendo ratificado en la lista final de 23 futbolistas el 31 de mayo.

### Participaciones en Copas del Mundo
| Mundial                        | Sede   | Resultado    |
| ------------------------------ | ------ | ------------ |
| Copa Mundial de Fútbol de 2014 | Brasil | Primera fase |

## Clubes
| Club                            | País     | Año        |
| ------------------------------- | -------- | ---------- |
| H. N. K. Šibenik                | Croacia  | 2001-2007  |
| G. N. K. Dinamo Zagreb          | Croacia  | 2007-2008  |
| Beşiktaş J. K.                  | Turquía  | 2008-2010  |
| M. S. V. Duisburgo (cedido)     | Alemania | 2008-2009  |
| S. K. Sturm Graz (cedido)       | Austria  | 2009-2010  |
| S. K. Sturm Graz                | Austria  | 2010-2011  |
| Eintracht Fráncfort             | Alemania | 2011-2012  |
| F. C. Dinamo de Moscú           | Rusia    | 2012-2015  |
| PAOK de Salónica F. C. (cedido) | Grecia   | 2013       |
| Panathinaikos F. C. (cedido)    | Grecia   | 2013-2015  |
| G. N. K. Dinamo Zagreb          | Croacia  | 2015-2017  |
| Anorthosis Famagusta            | Chipre   | 2017-2021  |
| H. N. K. Šibenik                | Croacia  | 2021       |
| Aris de Limassol                | Chipre   | 2021- 2022 |